# Semente aleatória
A semente aleatória é um número (ou vetor) usado para iniciar o algoritmo gerador de números pseudo-aleatórios.
A escolha de uma boa semente aleatória é crucial quando se trata de segurança da informação e encriptação computacional.
É a semente aleatória que permitirá que  uma chave secreta de criptografia seja gerada de modo aleatório.
Computacionalmente as sementes aleatórias são muitas vezes geradas a partir de um valor que não se repetirá, como por exemplo, a marca temporal atual.